# کاکایی‌اقیانوسی قهوه‌ای
کاکایی‌اقیانوسی قهوه‌ای (نام علمی: Stercorarius antarcticus) نام یک گونه از تیره کاکایی‌اقیانوسیان است.